# ジョナサン -ふたつの顔の男-
『ジョナサン -ふたつの顔の男-』（ジョナサン ふたつのかおのおとこ、Jonathan）は2018年のアメリカ合衆国のSF映画。ビル・オリヴァー監督の長編映画監督デビュー作で、出演はアンセル・エルゴートとスキ・ウォーターハウスなど。昼と夜で12時間ずつ人格が切り替わるように設定された二重人格の青年を描いている。

## ストーリー
ニューヨーク。ジョナサンは建設会社に勤務していたが、毎日朝7時に起床して夜7時に就寝するという妙に規則立った生活を送っていた。ジョナサンの肉体にはもう一人の人格、ジョンが宿っていたためである。ジョンは法律事務所で働いており、ジョナサンとは正反対に毎日夜7時に起床して朝7時に就寝する生活を送っていた。このルールを発案したのは2人の育ての親であるナリマン医師で、彼女はそのための特殊な機械を開発し、2人の脳内に埋め込んでいた。内気なジョナサンと活発なジョンは性格こそ正反対であったものの、お互いを信頼しきっており、ビデオメッセージを通して暮らしの中での経験を共有していた。
そんなある日、ジョナサンはジョンがエレナとこっそり交際していたことを知った。2人の関係はギクシャクし始め、ついにはルールが破られるまでに至った。ジョンは自暴自棄になって自殺を図ろうとしたため、ジョナサンはそれを必死になって止めていた。ところが、2人の激しい葛藤の陰で別の問題が発生していた。

## キャスト
※括弧内は日本語吹替
- ジョナサン/ジョン: アンセル・エルゴート（川田紳司）
- ミーナ・ナリマン医師: パトリシア・クラークソン（島田愛野）
- エレナ: スキ・ウォーターハウス（織部ゆかり）
- ロス・クレイン: マット・ボマー（手塚ヒロミチ）
- ハンス・リーバー: ダグラス・ホッジ（英語版）
- マイルズ: ジョー・エジェンダー（英語版）

## 製作
2016年8月3日、アンセル・エルゴートが本作に出演することになったと報じられた。9月15日、パトリシア・クラークソンの出演が決まったとの報道があった。28日、スキ・ウォーターハウスがキャスト入りした。

## 公開・マーケティング
2018年4月21日、本作はトライベッカ映画祭でプレミア上映された。9月25日、ウェル・ゴー・USAが本作の全米配給権を獲得したと報じられた。26日、ロサンゼルス映画祭で本作の上映が行われた。10月12日、本作のオフィシャル・トレイラーが公開された。

## 評価
本作は批評家から好意的に評価されている。映画批評集積サイトのRotten Tomatoesには26件のレビューがあり、批評家支持率は65%、平均点は10点満点で6.45点となっている。また、Metacriticには12件のレビューがあり、加重平均値は62/100となっている